# Petar Stefanov
Petar Ivanov Stefanov –en búlgaro, Петър Иванов Стефанов– (22 de junio de 1966) es un deportista búlgaro que compitió en halterofilia.
Ganó una medalla de oro en el Campeonato Mundial de Halterofilia de 1989 y dos medallas en el Campeonato Europeo de Halterofilia, oro en 1989 y bronce en 1991. Participó en los Juegos Olímpicos de Barcelona 1992, ocupando el quinto lugar en la categoría de 100 kg.

## Palmarés internacional
| Campeonato Mundial | Campeonato Mundial     | Campeonato Mundial | Campeonato Mundial |
| Año                | Lugar                  | Medalla            | Categoría          |
| ------------------ | ---------------------- | ------------------ | ------------------ |
| 1989               | Atenas (Grecia)        | Medalla de oro     | 100 kg             |
| Campeonato Europeo |                        |                    |                    |
| Año                | Lugar                  | Medalla            | Categoría          |
| 1989               | Atenas (Grecia)        | Medalla de oro     | 100 kg             |
| 1991               | Władysławowo (Polonia) | Medalla de bronce  | 100 kg             |